# 斯蒂芬·菲克
斯蒂芬·菲克（德語：Stephan Feck；1990年2月17日—）是一位德國跳水運動員。他主攻男子1米板和男子3米板項目，曾經參加世界游泳錦標賽和歐洲游泳錦標賽的賽事。